# Graftombe van Daniël

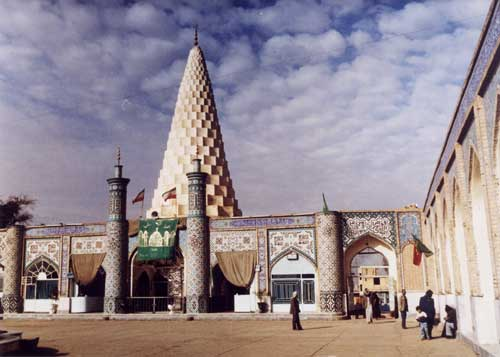
De graftombe van Daniël in Susa (Iran)

De graftombe van Daniël in Susa (Iran) is volgens de traditie de plek waar de profeet Daniël begraven is. Ondanks de wetenschappelijke consensus dat Daniël vrijwel zeker geen historisch persoon was, zijn er naast deze plek nog vijf plekken in het Midden-Oosten die genoemd worden als de mogelijke begraafplaats van Daniël, maar Susa is het meest bekend. En is vergelijkbaar met Imamzadeh Ja'far.
Het graf van Daniël is nu een islamitisch heiligdom, waar sjiitische moslims komen bidden. Binnen het sjiisme is het bidden bij graven een veelvoorkomend gebruik. 
De Joodse reiziger Benjamin van Tudela was de eerste westerling die dit graf beschreef. Hij bezocht Shush in 1167.